# Macronotops ovaliceps
Macronotops ovaliceps är en skalbaggsart som beskrevs av Gilbert John Arrow 1941. Macronotops ovaliceps ingår i släktet Macronotops och familjen Cetoniidae. Inga underarter finns listade i Catalogue of Life.